# Воздушный транспорт

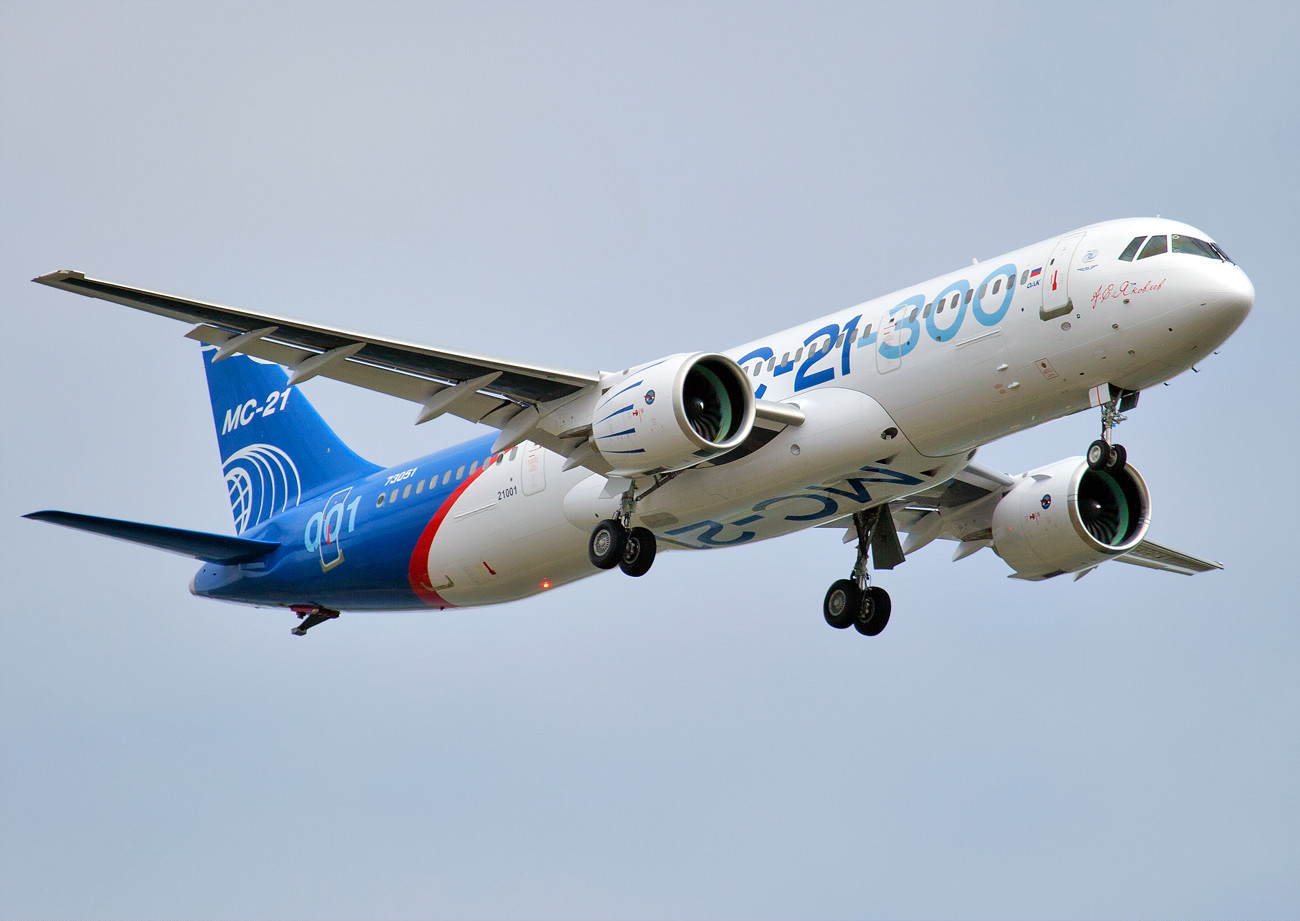
Пассажирский реактивный самолёт МС-21-300

Возду́шный транспорт — понятие, включающее как собственно воздушные суда, так и необходимую для их эксплуатации инфраструктуру: аэропорты, диспетчерские и технические службы.
Воздушный транспорт — самый быстрый вид транспорта. Основная сфера применения воздушного транспорта — пассажирские перевозки на расстояниях свыше тысячи километров. Также осуществляются и грузовые перевозки, но их доля очень низка. В основном авиатранспортом перевозят скоропортящиеся продукты и особо ценные грузы, а также почту. В таких случаях, когда в месте посадки отсутствует аэродром (например, доставка научных групп в труднодоступные районы) используют не самолёты, а вертолёты, которые не нуждаются в посадочной полосе.

## История

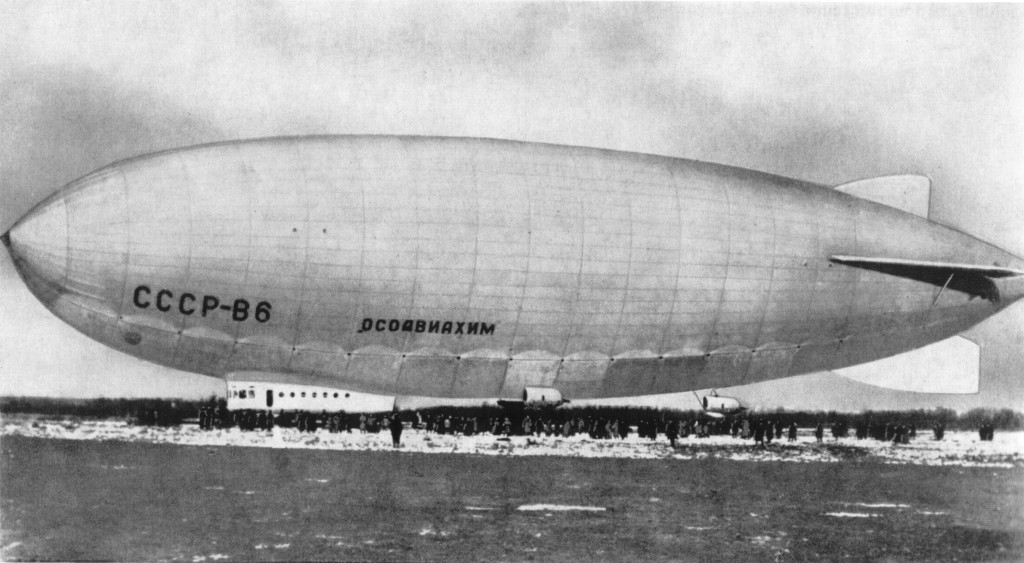
Дирижабль В-6 «Осоавиахим» 30-е годы, СССР

В 1709 году был запущен первый воздушный шар. Впрочем, воздушные шары были неуправляемы.
К концу XIX века доминировать в воздухе стали огромные воздушные корабли — дирижабли намного медленнее самолётов. В 30-х годах выполняли регулярные пассажирские рейсы, в том числе межконтинентальные. Тем не менее, до сих пор сфера их применения: рекламные и увеселительные полёты, наблюдение за дорожным движением (хотя предполагается и применение для транспортировки грузов).

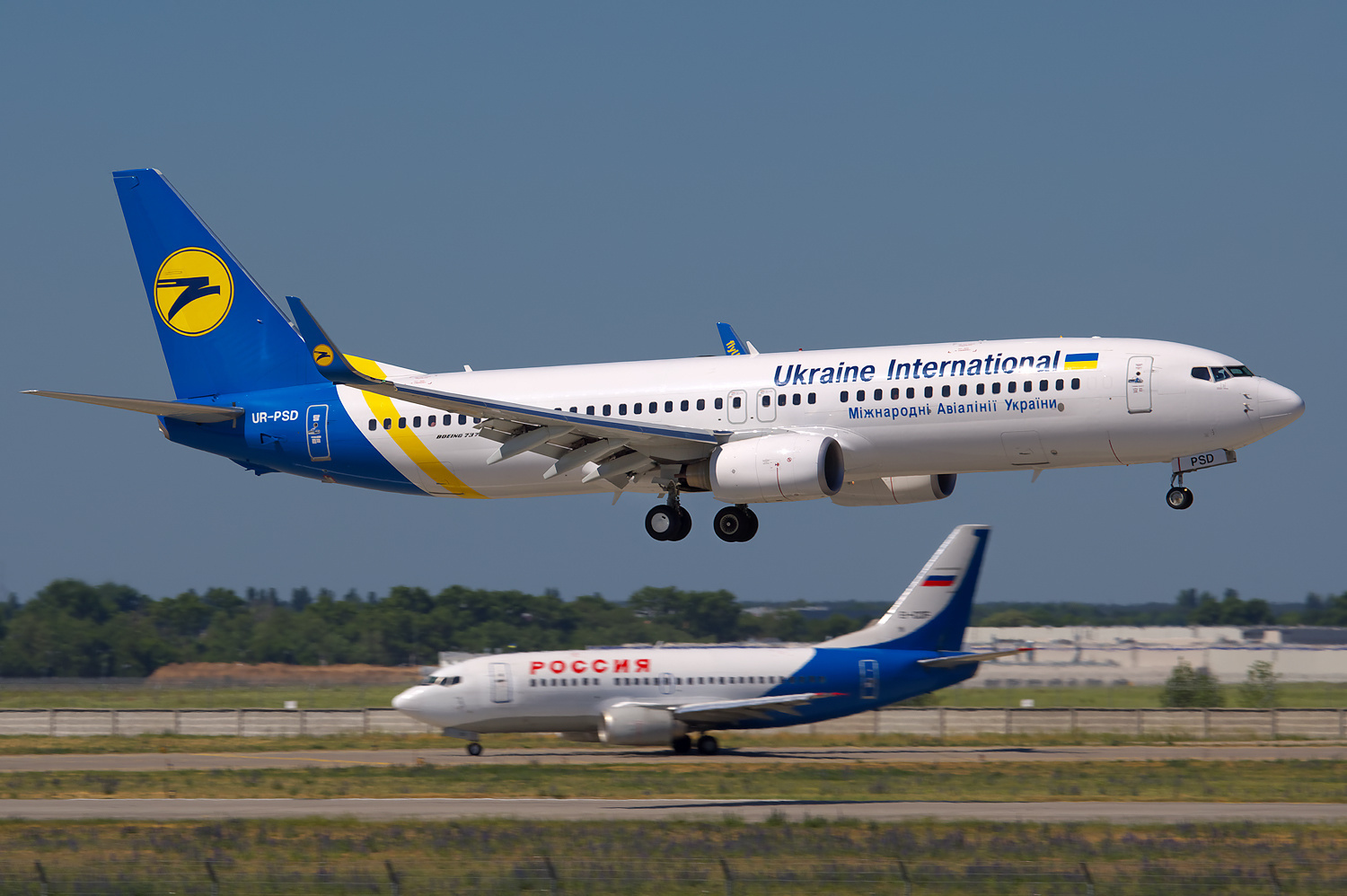
Boeing 737-800 Международных авиалиний Украины в аэропорту Борисполь

- Транспортные средства: воздушные суда (самолёты, вертолёты и др.)
- Пути сообщения: воздушные коридоры
- Сигнализация и управление: авиамаяки, диспетчерская служба
- Транспортные узлы: аэропорты

## Преимущества и недостатки воздушного транспорта
В силу специфичного способа перемещения воздушный транспорт имеет как ряд преимуществ, так и существенные недостатки, что ограничивает его применение в качестве грузового транспорта.
Преимущества:
1. Высокая скорость
2. Возможность доставки грузов в изолированные районы (в основном вертолётный)

Недостатки:
1. Высокая стоимость перевозок
2. Зависимость от погоды
3. Требует аэропорты (кроме вертолётного)
4. Малая грузоподъёмность